# Óscar Blanco (taekwondo)
Óscar Blanco es un deportista español que compitió en taekwondo. Ganó una medalla de bronce en el Campeonato Europeo de Taekwondo de 1988 en la categoría de –50 kg.

## Palmarés internacional
| Campeonato Europeo | Campeonato Europeo | Campeonato Europeo | Campeonato Europeo |
| Año                | Lugar              | Medalla            | Categoría          |
| ------------------ | ------------------ | ------------------ | ------------------ |
| 1988               | Ankara (Turquía)   | Medalla de bronce  | –50 kg             |